# Fluor-Elbait
Das Mineral Fluor-Elbait ist ein Ringsilikat aus der Turmalingruppe und hat die idealisierte chemische Zusammensetzung NaLi1,5Al1,5Al6(Si6O18)(BO3)3(OH)3F.
Fluor-Elbait kristallisiert mit trigonaler Symmetrie und bildet meist prismatische Kristalle von wenigen Millimetern bis Zentimetern Länge. Anhand äußerer Kennzeichen ist Fluor-Elbait kaum von ähnlich gefärbten, anderen Mineralen der Turmalingruppe zu unterscheiden. Die Prismenflächen sind oft bauchig gerundet und zeigen eine deutliche Streifung in Längsrichtung. Die Farbe ist sehr variabel und reicht von farblos über blau, grün, gelb, rosa, rot bis violett. Die Kristalle sind häufig zoniert. Wenn gefärbt zeigt Fluor-Elbait einen starken Pleochroismus und wie alle Minerale der Turmalingruppe ist er stark pyroelektrisch und piezoelektrisch.
Fluor-Elbait ist ein typischer Turmalin Lithium- und Fluor-reicher Pegmatite, wo er vor allem in der Spätphase der Kristallisation in Miarolen und hydrothermalen Gängen gebildet wird. Typlokalitäten sind die Cruzeiro und die Urubu Mine, zwei Pegmatitlagerstätten in Minas Gerais in Brasilien.

## Etymologie und Geschichte
Lithiumhaltige Turmaline sind seit der Entdeckung des Elementes Lithium im Jahr 1818 bekannt und Fluor wurde von Carl Rammelsberg 1850 in zahlreichen Turmalinen verschiedener Herkunft nachgewiesen, darunter einige lithiumhaltige Turmaline.
Wladimir Iwanowitsch Wernadski prägte 1913 den Namen Elbait für die Natrium-Lithium-Aluminium-Turmaline, die man zunächst von der Insel Elba kannte.

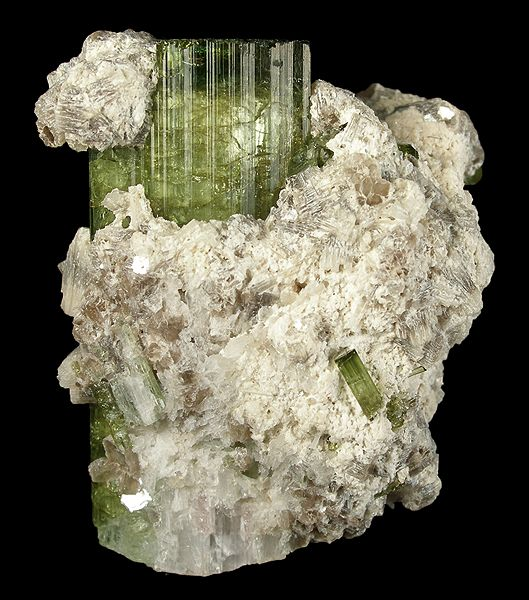
Elbaitischer Turmalin (grün) zusammen mit Lepidolith (weiß) aus der Urubu Mine.

Die meisten elbaitischen Turmaline enthalten Fluor und viele Turmaline, die in der Literatur als Elbait bezeichnet wurden, sind Fluor-Elbaite. So wurde die erste Einkristallstrukturverfeinerung eines Elbaites 1972 an einem Fluor-Elbait durchgeführt und der Elbait aus Brasilien, den Joel D. Grice und T. Scott Ercit 1993 untersuchten, enthielt ~55 Mol-% Fluor-Elbait. 5 Jahre darauf publizierten M. Federico und Mitarbeiter Analysen elbaitischer Turmaline aus der Cruzeiro Mine in Minas Gerais, die über 60 Mol-% Flour-Elbait enthalten. und alle von Dyar und Mitarbeitern 1998 untersuchten, elbaitischen Turmaline waren ebenfalls Fluor-Elbaite. In der kurz darauf (1999) vorgestellten Klassifikation der Turmalingruppe führten Frank C. Hawthorne und Darrel J. Henry das hypothetische Fluor-Elbait-Endglied als Fluor-Ananlog von Elbait auf. Strukturanalysen, die 2005 an elbaitischen Turmalinen aus Brasilien durchgeführt wurden, bestätigten, das Fluor-Elbait ein natürlich vorkommendes Mineral ist. Vollständig beschrieben und als neues Mineral von der IMA anerkannt wurde Fluor-Elbait schließlich im Jahr 2011 von Ferdinando Bosi und Mitarbeitern mit Turmalinen aus der Cruzeiro Mine und Urubu Mine in Minas Gerais, Brasilien.

## Klassifikation
In der strukturellen Klassifikation der International Mineralogical Association (IMA) gehört Fluor-Elbait zusammen mit Elbait zur Alkali-Untergruppe 2 der Alkaligruppe in der Turmalinobergruppe.
Da Fluor-Elbait erst 2011 als eigenständiges Mineral anerkannt wurde, ist er in der seit 1977 veralteten 8. Auflage der Mineralsystematik nach Strunz noch nicht verzeichnet.
Im Lapis-Mineralienverzeichnis nach Stefan Weiß, das sich aus Rücksicht auf private Sammler und institutionelle Sammlungen noch an dieser alten Form der Systematik von Karl Hugo Strunz orientiert, erhielt das Mineral die System- und Mineral-Nr. VIII/E.19-08. In der „Lapis-Systematik“ entspricht dies der Klasse der „Silikate und Germanate“ und dort der Abteilung „Ringsilikate“, wo Fluor-Elbait zusammen mit Adachiit, Bosiit, Chrom-Dravit, Chromo-Alumino-Povondrait, Darrellhenryit, Dravit, Elbait, Feruvit, Fluor-Buergerit, Fluor-Dravit, Fluor-Liddicoatit, Fluor-Schörl, Fluor-Tsilaisit, Fluor-Uvit, Foitit, Lucchesiit, Luinait-(OH) (diskreditiert), Magnesio-Foitit, Maruyamait, Olenit, Oxy-Chrom-Dravit, Oxy-Dravit, Oxy-Foitit, Oxy-Schörl, Oxy-Vanadium-Dravit, Povondrait, Rossmanit, Schörl, Tsilaisit, Uvit, Vanadio-Oxy-Chrom-Dravit, Vanadio-Oxy-Dravit die „Turmalingruppe“ mit der System-Nr. VIII/E.19 bildet (Stand 2018).
Die von der IMA zuletzt 2009 aktualisierte 9. Auflage der Strunz’schen Mineralsystematik führt den Fluor-Elbait noch als hypothetisches Endglied in der Klasse „Silikate und Germanate“ und dort in der Abteilung „Ringsilikate“ auf. Diese ist weiter unterteilt nach der Größe, Verknüpfung und Verzweigung der Silikatringe, so dass das Mineral entsprechend seinem Aufbau in der Unterabteilung „[Si6O18]12−-Sechser-Einfachringe mit inselartigen, komplexen Anionen“ zu finden ist, wo es zusammen mit Ferri-Feruvit, Ferri-Uvit, Fluor-Chromdravit, Fluor-Dravit (IMA2009-089), Fluor-Foitit, Fluor-Mg-Foitit, Fluor-Olenit, Fluor-Rossmanit, Fluor-Schörl, Hydroxy-Buergerit (Rn, heute Buergerit), Hydroxy-Feruvit (heute Feruvit), Hydroxy-Liddicoatit (heute Liddicoatit), Hydroxy-Uvit (Rd, heute Uvit), Oxy-Chrom-Dravit, Oxy-Dravit, Oxy-Elbait (heute Darrellhenryit), Oxy-Ferri-Foitit, Oxy-Feruvit (heute Lucchesiit), Oxy-Foitit, Oxy-Liddicoatit, Oxy-Mg-Ferri-Foitit, Oxy-Mg-Foitit, Oxy-Rossmanit, Oxy-Schörl, Oxy-Uvit (heute Magnesio-Lucchesiit) noch zu den hypothetischen Endgliedern der „Turmalingruppe“ mit der System-Nr. 9.CK.05 gezählt wird.

Die regulären Mitglieder dieser Gruppe sind Chrom-Dravit, Dravit, Elbait, Feruvit, Buergerit (Rd, heute Fluor-Buergerit), Foitit, Liddicoatit (Rd, heute Fluor-Liddicoatit), Magnesio-Foitit, Olenit, Vanadiumdravit (Rd, heute Oxy-Vanadium-Dravit), Povondrait, Rossmanit, Schörl und Uvit (Rn, heute Fluor-Uvit).
Die vorwiegend im englischen Sprachraum gebräuchliche Systematik der Minerale nach Dana kennt den Fluor-Elbait bisher ebenfalls nicht.

## Chemismus
Fluor-Elbait ist das Flour-Analog von Elbait sowie Li-Al-Analog von Fluor-Dravit und Fluor-Schörl und hat die idealisierte Zusammensetzung [X]Na[Y]Mg2+3[Z]Al6([T]Si6O18)(BO3)3[V](OH)3[W]F, wobei [X], [Y], [Z], [T], [V] und [W] die Positionen in der Turmalinstruktur sind. Für den Elbait aus der Typlokalität (Cruzeiro) wird folgende Strukturformel angegeben:
- [X](Na0,78◻0,15Ca0,06K0,01) [Y](Al1,15Li1,02Fe2+0,46Mn2+0,28Zn0,03) [Z]Al6 [T](Si6,02O18)(BO3)3[V](OH)3[W][F0,76(OH)0,24]

Diese Zusammensetzung entspricht einem Mischkristall von Fluor-Elbait (~68%) mit Foitit (~13%) und Tsilaisit (~9%).
Darüber hinaus bildet Fluor-Elbait über diverse Austauschreaktionen Mischkristalle mit
- Elbait: [W]F = [W](OH)[16]
- Rossmanit: [X]Na + [Y]Li0,5 = [X]◻ + [Y]Al0,5[5]
- Liddicoatit: [X]Na + [Y]Al0,5 = [X]Ca + [Y]Li0,5
- Dravit: [Y](LiAl) = [Y](Mg2)[5]
- Schörl: [Y](LiAl) = [Y](Fe2+2)[5]
- Tsilaisit: [Y](LiAl) = [Y](Mn2)[5]
- Zink-Turmalin: [Y](LiAl) = [Y](Zn2)[20][21]
- Kupfer-Turmalin: [Y](LiAl) = [Y](Cu2)[22]

## Kristallstruktur
Fluor-Elbait kristallisiert mit trigonaler Symmetrie in der Raumgruppe R3m (Raumgruppen-Nr. 160) mit 3 Formeleinheiten pro Elementarzelle. Die Gitterparameter des Fluor-Elbaits aus der Cruzeiro-Mine sind a = 15,8933(2) Å, c = 7,1222(1) Å.
Die Kristallstruktur ist die von Turmalin. Natrium (Na+) besetzt die von 9 bis 10 Sauerstoffen umgebene X-Position, die oktaedrisch koordinierte [Y]-Position ist zu gleichen Teilen mit Lithium (Li+) und Aluminium (Al3+) besetzt und die kleinere, ebenfalls oktaedrisch koordinierte [Z]-Position enthält ausschließlich Aluminium. Silizium (Si4+) besetzt die tetraedrisch koordinierte [T]-Position und die [W]-Anionenposition im Zentrum des Triplets der [Y]-Oktaeder ist mit Fluor (F−) besetzt.

## Bildung und Fundorte
Fluor-Elbait tritt in Miarolen fluorreicher Pegmatite auf, wo er in der Spätphase der Kristallisation gebildet wird.
Die Typlokalität sind die pegmatitischen Miarolen der Cruzeiro Mine bei São José da Safira und der Urubu Mine bei Itinga, beide in Minas Gerais, Brasilien. In der Cruzeiro Mine tritt Fluor-Elbait zusammen mit Quarz, Muskowit, Lepidolith, Spodumen, Spessartin und rosa Beryll auf.